# Philipp Scheitenberger
Philipp Scheitenberger der Ältere (* 20. April 1811 in Schelklingen; † 3. März 1882 in Schelklingen) war Bäcker, Stadtschultheiß von Schelklingen, Landwirt und Vorstand des Landwirtschaftlichen Bezirksvereins Blaubeuren.

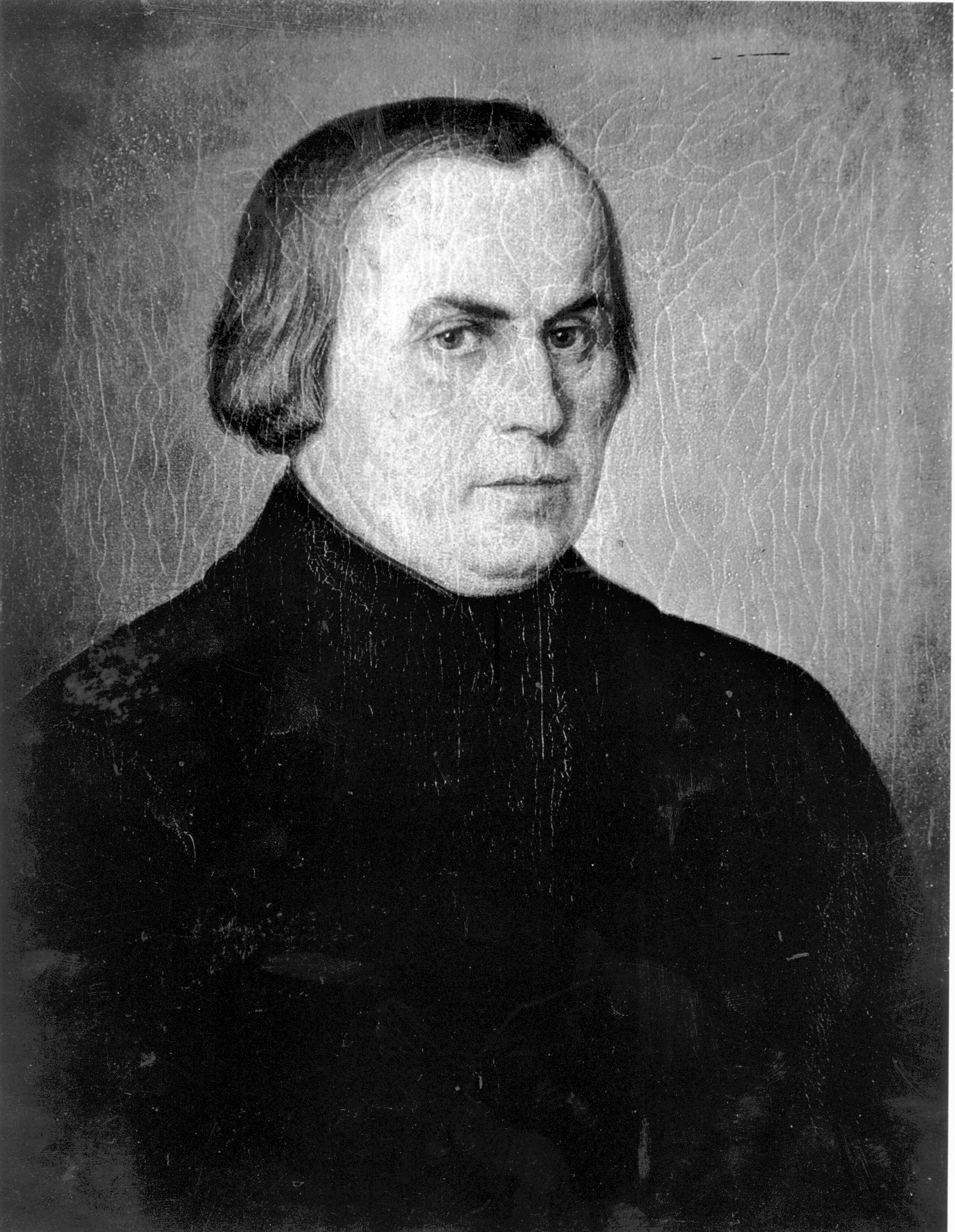
Philipp Scheitenberger der Ältere

## Leben
Philipp Scheitenberger der Ältere war der einzig überlebende Sohn des Bäckers, Gemeinderats, Stadtpflegers, Stiftungspflegers, Wegemeister im Bezirk Blaubeuren, Stellvertreters und Amtsverwesers der Schultheißen Johann Baptist Bauer und Georg Martin Betz von Schelklingen Franz Xaver Scheitenberger (* 3. Februar 1783; † 30. Januar 1864) und seiner Ehefrau Maria Anna Baumann (* 24. Juni 1782; † 24. April 1863). Franz Xaver Scheitenberger war ein bemerkenswerter Mann, der in der ersten Hälfte des 19. Jahrhunderts eine bedeutende Rolle in der Schelklinger Stadtpolitik und Stadtverwaltung spielte. Ohne dass er das Gymnasium und die Universität besucht hätte, hatte er eine große Bibliothek erworben, wo auch Homer nicht fehlte.
Von 1847 bis 1874 bekleidete Philipp Scheitenberger der Ältere in Schelklingen das Amt des Stadtschultheißen in Nachfolge von Georg Martin Betz. Der Pfarrer Josef Bärtle beschrieb den Schelklinger Stadtschultheißen Philipp Scheitenberger als eine Person, die „(...) kein studierter Fachmann war, sondern ein praktischer Bauer, aber ein heller Kopf, den seine Mitbürger deswegen vom Pflug weg aufs Rathaus geholt hatten.“
Bekannt wurde Stadtschultheiß Scheitenberger auch unter dem Namen Malchus, da er als Knabe ein Ohr verlor, und die hieraus entstehende Narbe aufgrund dessen mit seinem langen Kopfhaar verdeckte.

## Wirken
Als Stadtschultheiß von Schelklingen engagierte sich Philipp Scheitenberger von 1847 bis 1874 vor allem im kommunalen Bauwesen, der Förderung der Land- und Forstwirtschaft, im Bildungswesen und in der Fürsorge für Arme, Kranke und Arbeitslose.
Bedeutend war vor allem sein Engagement in der Landwirtschaft. So setzte er sich hierbei beispielsweise für die Etablierung der Stallfütterung sowie die Einführung der Simmenthaler Rindviehrasse, den Steigebau nach Sotzenhausen, die Feldwegregulierung, die Steigerung des Weideertrags durch Kulturen und die Anlegung von Pflanzschulen ein.
Philipp Scheitenberger schaffte es als Stadtschultheiß trotz der Teuerungsnotstände im Königreich Württemberg in den 1850er Jahren, die beträchtliche Schuldenlast der Stadtkasse Schelklingen von 6800 Gulden (fl)  im Verlauf seiner Amtszeit in ein Guthaben von 3587 Gulden (fl) im Jahr 1868 zu entwickeln.
Neben seinem Amt als Stadtschultheiß engagierte sich Philipp Scheitenberger auch lange Jahre als Vorstand des landwirtschaftlichen Bezirksvereins Blaubeuren und setzte sich hier vor allem für die Einführung landwirtschaftlicher Neuerungen ein.
Auch privat blieb Philipp Scheitenberger der Ältere zeitlebens der Landwirtschaft verbunden, und so begleitete er mit Rat und Tat die Kolonialisation, Urbarmachung und Bewirtschaftung des bei Allmendingen gelegenen Siegentales durch seinen Sohn Philipp Scheitenberger, der von seinem Vater bereits im jungen Alter von 16 Jahren diese Aufgabe gezwungenermaßen übertragen bekommen hatte.

## Familie
Philipp Scheitenberger heiratete erstmals am 10. Mai 1852 Antonia Keller (* 25. Januar 1815; † 12. Juli 1849). In der Ehe wurden insgesamt fünf Kinder geboren, von denen jedoch zwei bereits als Säuglinge starben. Dass Philipp Scheitenberger zwei seiner Kinder griechische Vornamen gab (Philipp und Helena), ist kein Zufall, sondern spiegelt die Tatsache wider, dass bereits sein eigener Vater Franz „Xaver“ eine große Bibliothek hatte, wo sicherlich auch die griechischen Klassiker standen. Sein Sohn, Philipp Scheitenberger der Jüngere, konnte sogar die Ilias und die Odyssee in deutscher Übersetzung fast vollständig hersagen.
Die älteste Tochter Emilie Scheitenberger (* 18. Oktober 1842; † 27. Januar 1938) heiratete den Schelklinger Schullehrer Heinrich Kaim. Ihr gemeinsamer Sohn Heinrich Emil Kaim (* 23. Januar 1871; † 9. Mai 1949) wurde später katholischer Priester, Domkapitular, Zentrumspolitiker und württembergischer Landtagsabgeordneter.
Die jüngere Tochter Helena Scheitenberger (* 16. August 1845; † 4. März 1887) heiratete den Schelklinger Bäcker Adolf Günter. Ihr gemeinsamer Sohn Heinrich Günter (* 15. Februar 1870; † 13. Juni 1951) wurde zunächst Professor für Geschichte an der Universität Tübingen und später an der Ludwig-Maximilians-Universität München.
Der einzige Sohn Philipp Scheitenberger der Jüngere (* Schelklingen 1. April 1847; † Siegental 30. Juli 1931) ist als der Alte Siegentäler eine bis heute unvergessene Bauernpersönlichkeit in der weiteren Gegend von Allmendingen, Schelklingen und dem Siegental, das er auf Zwang seines Vaters urbar machte und bewirtschaftete.
Die erste Ehefrau Antonia verstarb bereits am 12. Juli 1849 an den Spätfolgen der Geburt des fünften Kindes im Alter von 34 Jahren. Philipp Scheitenberger heiratete daraufhin ein zweites Mal am 27. November 1849 Monika geb. Binder (*getauft Schelklingen 18. Dezember 1807; † Schelklingen 7. Oktober 1874), die Witwe des Mohrenwirts in Hütten Franz „Xaver“ Müller. Diese Ehe blieb kinderlos. Die zweite Ehefrau brachte aus ihrer ersten Ehe mit Franz „Xaver“ Müller die Tochter Maria Müller (* Hütten 13. Mai 1843; † Schelklingen 24. Dezember 1880) mit in die Ehe. Diese heiratete in Justingen am 10. Mai 1864 Anton Fischer (1840‒1906), womit Letzterer der Schwiegersohn Philipp Scheitenbergers und gleichzeitig sein Nachfolger als Stadtschultheiß von Schelklingen wurde.

## Ehrungen
Philipp Scheitenberger wurde 1869 von König Karl von Württemberg die goldene Verdienstmedaille und anlässlich der Silberhochzeit des Königspaares 1871 eine silberne Medaille für seine Verdienste um die Stadt Schelklingen und die Landwirtschaft verliehen.